# Jason Washburn
Pour les articles homonymes, voir Washburn.
Jason Washburn, né le 5 juin 1990 à Battle Creek, Michigan, est un joueur américain de basket-ball. Il évolue au poste de pivot.

## Biographie

### Carrière universitaire
Entre 2009 et 2013, il joue pour l'équipe des Utes de l'Utah avec qui il dispute un total de 123 matches dont 70 où il est titulaire. Il a des moyennes de 8,7 points, 5,0 rebonds et 1,3 contre en 22,4 minutes par match. Lors de sa troisième année, il termine meilleur marqueur (11,4 points), rebondeur (6,2 rebonds) et contreur (1,4 contre) de son équipe.

### Carrière professionnelle
Le 12 juin 2013, Washburn signe en Ukraine au Tcherkassy Mavpy pour la saison 2013-2014 de la SuperLeague. Le 27 février 2014, il quitte Cherkaski avec qui il a eu des moyennes de 14,1 points et 6,3 rebonds par match. Quatre jours plus tard, il signe en Biélorussie un contrat d'un mois avec le BC Tsmoki-Minsk au sein de la Belarusian Premier League.
Le 20 mai 2014, Washburn signe en Belgique, au Basic-Fit Brussels, dans la Ligue Ethias. Durant l'été, il participe à la Summer League 2014 de Las Vegas avec le Jazz de l'Utah. Durant la saison 2014-2015, il dispute 27 matches avec l'équipe belge où il est titulaire six fois et a des moyennes de 8,9 points, 3,9 rebonds et 0,8 contre en 18,7 minutes par match.
Le 15 septembre 2015, Washburn signe avec les Hornets de Charlotte, il ne joue que 5 matchs de pré-saison, il signe ensuite au Sigal Prishtina.

## Clubs successifs
- 2009-2013 :  Utes de l'Utah (NCAA)
- 2013-2014 :  BK Tcherkassy Mavpy (SuperLeague)
- 2014 :  BC Tsmoki-Minsk (Belarusian Premier League)
- 2014-2015 :  Basic-Fit Brussels (Ligue Ethias)
- 2015-2016 :  Sigal Prishtina (BIBL)
- 2016-2018 :  Yokohama B-Corsairs (B.League)
- 2018-2019 :  U-BT Cluj-Napoca (Divizia A)
- 2019-2020 :  Yokohama B-Corsairs (B.League)
- Depuis 2020 :  Ryukyu Golden Kings (B.League)

## Statistiques

### Universitaires
Les statistiques en matchs universitaires de Jason Washburn sont les suivants :
| Année     | Équipe | Matches | Titul. | Min./m. | %tir | %3pts | %l-f | rbds/m. | pass/m. | int/m. | ctr/m. | pts/m. |
| --------- | ------ | ------- | ------ | ------- | ---- | ----- | ---- | ------- | ------- | ------ | ------ | ------ |
| 2009-2010 | Utah   | 28      | 2      | 14,8    | 58,5 | 0,06  | 86,1 | 2,82    | 0,29    | 0,36   | 1,04   | 5,04   |
| 2010-2011 | Utah   | 31      | 13     | 19,2    | 62,1 | 0,00  | 71,7 | 4,10    | 0,45    | 0,42   | 1,06   | 6,03   |
| 2011-2012 | Utah   | 31      | 31     | 28,8    | 55,2 | 20,0  | 77,4 | 6,16    | 0,55    | 0,35   | 1,39   | 11,42  |
| 2012-2013 | Utah   | 33      | 24     | 25,8    | 55,0 | 75,0  | 82,9 | 6,76    | 0,73    | 0,33   | 1,48   | 11,91  |
| Total     | Total  | 123     | 70     | 22,4    | 56,6 | 44,4  | 79,2 | 5,04    | 0,51    | 0,37   | 1,25   | 8,74   |

## Palmarès et distinctions

### Distinctions personnelles
- 1 fois joueur de la semaine en championnat de Belgique[2].